# Aspalathus subulata
Aspalathus subulata är en ärtväxtart som beskrevs av Carl Peter Thunberg. Aspalathus subulata ingår i släktet Aspalathus och familjen ärtväxter. Inga underarter finns listade i Catalogue of Life.